# Трој (Илиноис)
Трој (енгл. Troy) град је у америчкој савезној држави Илиноис. По попису становништва из 2010. у њему је живело 9.888 становника.

## Демографија
Према попису становништва из 2010. у граду је живело 9.888 становника, што је 1.364 (16,0%) становника више него 2000. године.
| Група             | 2000.         | 2010.         |
| Белци             | 8.063 (94,6%) | 9.126 (92,3%) |
| Афроамериканци    | 126 (1,5%)    | 199 (2,0%)    |
| Азијати           | 60 (0,7%)     | 103 (1,0%)    |
| Хиспаноамериканци | 127 (1,5%)    | 259 (2,6%)    |
| Укупно            | 8.524         | 9.888         |